# لويس ألتامير ميلو
لويس ألتامير ميلو (بالبرتغالية: Luiz Altamir Melo) (مواليد 9 مايو 1996) هو سبّاح برازيلي، مثّل بلاده في الألعاب الأولمبية الصيفية 2016.

## روابط خارجية
لويس ألتامير ميلو على موقع الاتحاد الدولي للسباحة (الإنجليزية)
- لويس ألتامير ميلو على موقع SwimRankings.net (الإنجليزية)
- لويس ألتامير ميلو على موقع اللجنة الأولمبية الدولية (الإنجليزية)
- لويس ألتامير ميلو على موقع أوليمبيديا (الإنجليزية)